# San Francisco (Guatemala)
San Francisco é uma cidade da Guatemala do departamento de El Petén.